# Понгіто рудоголовий
Понгіто рудоголовий (Grallaricula cucullata) — вид горобцеподібних птахів родини Grallariidae.

## Поширення
Вид відомий з кількох розрізнених місць у Колумбії та на заході Венесуели. Населяє підліток відкритих ділянок хмарного лісу Анд, переважно між 1800 і 2550 м над рівнем моря.

## Опис
Птах завдовжки 10 см. Голова і горло помаранчеві, решта оперення є сумішшю коричневого і сірого кольору, з білим півмісяцем на нижній частині шиї. Дзьоб помаранчевий.

## Підвиди
- Grallaricula cucullata cucullata (Sclater, 1856 — західні схили Анд в Колумбії.
- Grallaricula cucullata venezuelana Phelps, WH & Phelps, WH Jr., 1956 — північно-західна Венесуела і центральна Колумбія.